# James Stout
James Stout (* 16. August 1984 in Bermuda) ist ein ehemaliger bermudischer Squashspieler.

## Karriere
James Stout war von 2003 bis 2005 auf der PSA World Tour aktiv und erreichte mit Rang 116 im September 2004 seine höchste Platzierung in der Weltrangliste. Mit der bermudischen Nationalmannschaft nahm er 2003 an der Weltmeisterschaft teil und gehörte zum bermudischen Kader bei den Commonwealth Games 2006. Bei den Zentralamerika- und Karibikspielen gewann er 2006 mit der bermudischen Mannschaft die Bronzemedaille. 2007 stand Stout das einzige Mal, dank einer Wildcard, im Hauptfeld der Weltmeisterschaft und schied in der ersten Runde gegen Stewart Boswell aus.
Er ist mit der ehemaligen Squashspielerin Tina Rix verheiratet.

## Erfolge
- Zentralamerika- und Karibikspiele: 1 × Bronze (Mannschaft 2006)